# Johann Weidlein
Johann Weidlein oder János Weidlein (* 25. Oktober 1905 in Murgau, Königreich Ungarn, Österreich-Ungarn; † 29. Januar 1994 in Schorndorf) war ein deutscher Hungaristiker, Germanist und Philologe.

## Leben
Johann Weidlein gehörte seit 1929 zum Kreis um den Vertreter der ungarndeutschen Minderheit Jakob Bleyer. Nach dessen Tod wurde er zu einem überzeugten Anhänger des späteren Volksgruppenführers Franz Anton Basch und dem Volksbund der Deutschen in Ungarn. In Budapest leitete Weidlein das erste „Volksdeutsche Gymnasium“ Ungarns und war als Privatdozent an der Universität Debrecen tätig. Zum Ende des Zweiten Weltkriegs flüchtete Weidlein 1944 aus Ungarn und arbeitete als Gymnasiallehrer und stellvertretender Schulleiter in Schorndorf, Baden-Württemberg.
Seine Forschungstätigkeit umfasste alle Gebiete der „Volksdeutschen Wissenschaft“, darunter Mundart- und Siedlungskunde, Flurnamenkunde und Volkskunde. Er verfasste zahlreiche Werke zu ungarischen und ungarndeutschen Themen. In der Diskussion um den Ungarnband der Dokumentation des Bundesministeriums für Vertriebene, Flüchtlinge und Kriegsgeschädigte von Theodor Schieder und anderen trat Weidlein den Auslegungen des im Auftrag des Ministeriums erstellten Werks entgegen und veröffentlichte seine eigene Dokumentation zum Thema.

## Werke (Auswahl)
- Höhen und Tiefen einer Partnerschaft: Deutsche und Ungarn. Forschungsbeiträge zur Geschichte der Ungarndeutschen und der Madjaren, mit Gerda Weidlein, München 2006.
- Imaginea germanului în literatura maghiară. Cluj-Napoca 2002.
- Untersuchungen zur Minderheitenpolitik Ungarns von den Anfängen bis zur Gegenwart. Schorndorf 1990.
- Die deutsche Ungarnforschung: eine kritische Sichtung ungarischer Einflüsse.  Schorndorf 1983.
- Hungaro-Suebica: gesammelte Beiträge zur Geschichte der Ungarndeutschen und der Madjaren. Schorndorf 1981.
- Pannonica: ausgewählte Abhandlungen und Aufsätze zur Sprach- und Geschichtsforschung der Donauschwaben und der Madjaren. Schorndorf 1979.
- Ungarns Revisionspolitik und der Untergang des Deutschen Reiches. 1977.
- Das Bild des Deutschen in der ungarischen Literatur. Schorndorf 1977.
- Jüdisches und deutsches Schicksal in Ungarn unter dem gleichen Unstern. 1969.
- Schuld des Volksbundes an der Vertreibung der Ungarndeutschen: kritische Untersuchung ungarischer Anschuldigungen. Schorndorf 1967.
- Die schwäbische Türkei. 1967.
- Deutsche Schuld in Ungarn? Der madjarische Mythos von der deutschen Gefahr. Schorndorf 1966.
- Entwicklung der Dorfanlagen im donauschwäbischen Bereich. 1965.
- Deutsche Kulturleistungen in Ungarn seit dem 18. Jahrhundert. 1963.
- Der ungarische Antisemitismus in Dokumenten. Schorndorf 1962.
- Die Rolle der Assimilanten in der Ausgestaltung des madjarischen Rassennationalismus. Straubing 1962.
- Der madjarische Rassennationalismus: Dokumente zur ungarischen Geistesgeschichte im 20. Jahrhundert. Schorndorf 1961.
- Die verlorenen Söhne: Kurzbiographien großer Ungarn deutscher Abstammung. Wien 1960.
- Geschichte der Ungarndeutschen in Dokumenten: 1930–1950. Schorndorf 1958.
- Der Aufstand in Ungarn und das ungarländische Judentum: Wiederaufflammen des madjarischen Rassennationalismus. Schorndorf 1957.
- Vertreibung der Deutschenvertreiber aus Ungarn: Sieg und Untergang des madjarischen Rassennationalismus. Schorndorf 1956.
- Der Prozeß gegen Dr. Franz Anton Basch. Schorndorf 1956.
- Madjarisierung der Deutschen in Ungarn und in Deutschland. Schorndorf 1955.
- Die Deutschen in der Schwäbischen Türkei. Würzburg/Main 1955.
- Hintergründe der Vertreibung der Deutschen aus Ungarn. Schorndorf 1953.
- A tolnamegyei német telepítések. Pécs 1937.